# Si Phan Don
14° 08′ N, 105° 50′ O

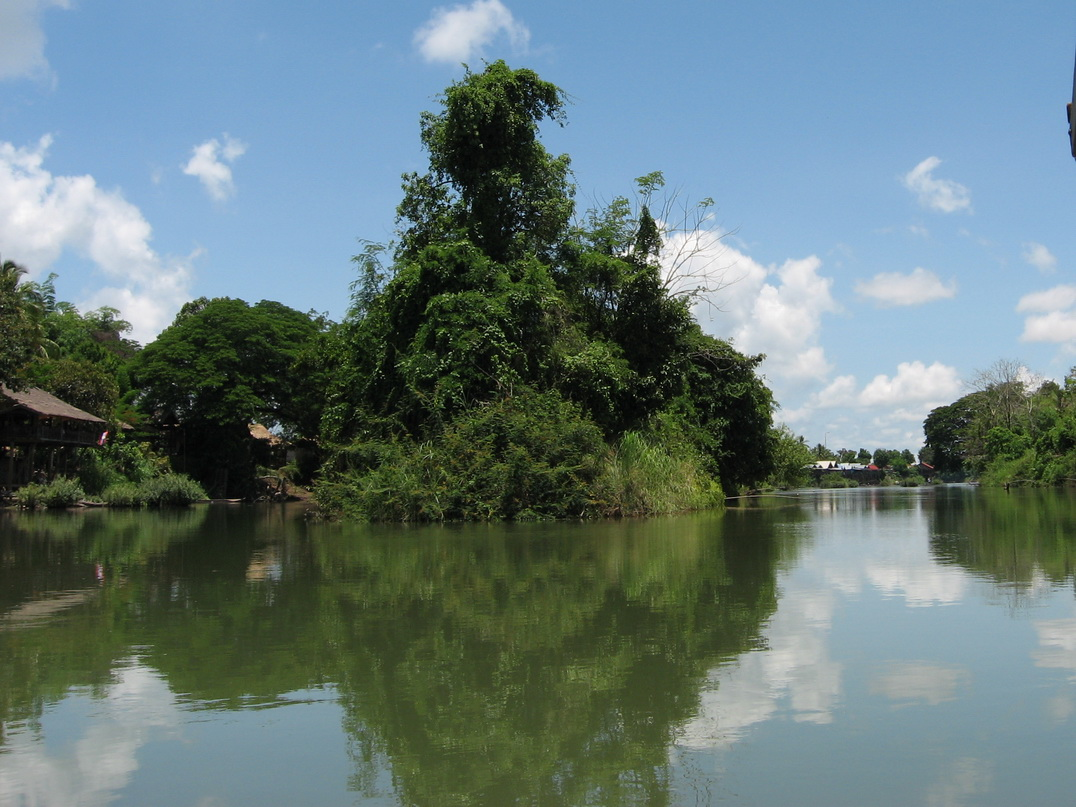
Uma das ilhas fluviais no rio Mecom

O Si Phan Don ( Lao: ສີ່ພັນດອນ, significando As 4 000 ilhas) é um arquipélago fluvial  localizado no rio Mecom, na província de Champassak, no sul do Laos, na fronteira com o Camboja. Si Phan Don é caracterizado por numerosas ilhas, metade das quais estão submersas quando o Mecom está na fase de inundação. As ilhas principais de Si Phan Don são Don Khong (a maior), Don Det e Don Khon.
As principais características do arquipélago de Si Phan Don incluem:
- Os restos da primeira estrada de ferro no Laos, a ferrovia de bitola estreita de Det Don - Don Khon, construída pelos franceses para ultrapassar as Cataratas de Khone Phapheng permitindo que navios de carga e passageiros possam viajar ao longo do Mecom.
- Os Golfinho-do-irrawaddy que podem, ocasionalmente, ser visualizados partindo da ilha de Don Khon de barco. Eles são considerados altamente ameaçados de extinção.
- As Cataratas de Khone Phapheng, uma sucessão de corredeiras intransitáveis que deu origem à construção da ferrovia.

Enquanto as economias locais são predominantemente baseadas na agricultura, o arquipélago tem visto um número crescente de visitantes. No entanto, os números de turistas estão concentrados em Don Khong, Don Det e Don Khon, sendo muitas das ilhas menores raramente visitadas.